# 马克·威尔什
马克·安东尼·威尔什三世空军上将（1953年1月26日—），曾任第20任空军参谋长。作为空军参谋长，他是空军690,000名服役在全球各地现役、警卫队、预备役以及文职人员的首长，并且是参谋长联席会议成员，是总统、国防部长和国家安全委员的军事顾问。

## 簡介
威尔什三世出生在德克萨斯州首府圣安东尼奥，在美國空軍學院度过大学时光，1976年毕业进入空军服役，担任作战、指挥官、参谋等多种职位。
在担任空军参谋长之前，威尔什三世是第34任美国驻欧空军司令、盟军拉姆斯坦空军司令部司令、联合空中力量能力中心主任，管辖3支航空队。他的防区包括欧洲、亚洲、中东、北极和大西洋，覆盖地球近五分之一，共有51个国家和地区，人口近10亿，讲超过80种语言。他同时兼管第17航空队，为非洲司令部提供后勤、资源等方面的支援。
再之前，威尔什三世曾担任中央情报局副局长，分管军事支援和军事事务，是局长首要军事顾问，并成为中央情报局与国防部及其他军事机构间业务协调和规划的桥梁。此外，他还协助中央情报局制定军事政策，为部队提供直接情报支援，并监督中央情报局分配在各大作战司令部和行政部门学校的代表。
2012年5月10日，威尔什三世被提名为美国空军参谋长，7月19日，他在前参议院军事委员会任命听证会作证。2015年9月，他在任內與美國空軍部長黛博拉·李·詹姆斯联合发表《空军未来作战概念》，首次提出“敏捷作战”概念。2016年7月，他從空军参谋长職位退役。

## 教育经历
- 1972年，密苏里州，列克星敦，温特沃斯军事学院
- 1976年，科罗拉多州，美国空军学院，获理学学士学位
- 1984年，阿拉巴马州，马克斯韦尔空军基地，中队军官学校，函授
- 1986年，空军指挥参谋学院，函授
- 1987年，韦伯斯特大学，获计算机资源管理理学硕士学位
- 1988年，陆军指挥参谋学院
- 1990年，空军战争学院，函授
- 1993年，国家战争学院
- 1995年，麻省理工学院，第11期高级研究员
- 1998年，约翰斯霍普金斯大学和雪城大学，国家安全研究计划研究员
- 1999年，哈佛大学，肯尼迪政府学院，乌克兰安全研究员
- 2002年，哈佛商学院，通用管理计划
- 2009年，国防大学，拱顶石课程研究员
- 2009年，科罗拉多州，创新领导力中心，巅峰领导力

## 履历表
| 序号 | 起始       | 终止       | 军衔 | 职务                                                                           | 服役地点                          |
| ---- | ---------- | ---------- | ---- | ------------------------------------------------------------------------------ | --------------------------------- |
| 1    | 1976年8月  | 1977年7月  |      | 本科生飞行训练                                                                 | 亚利桑那州，威廉姆斯空军基地      |
| 2    | 1977年7月  | 1981年1月  |      | T-37教练飞行员                                                                 | 亚利桑那州，威廉姆斯空军基地      |
| 3    | 1981年1月  | 1981年5月  |      | 战斗机先期训练                                                                 | 新墨西哥州，霍洛曼空军基地        |
| 4    | 1981年5月  | 1981年8月  |      | A-10攻击机训练，学員                                                           | 亚利桑那州，戴维斯－蒙森空军基地  |
| 5    | 1981年8月  | 1984年5月  |      | 第81战术战斗机联队，第78战术战斗机中队，飞行教官、小队长、联队标准评估飞行考官 | 英國，伍德布里奇皇家空军基地      |
| 6    | 1984年5月  | 1987年6月  |      | 学员5中队中队长，学员队司令执行官                                              | 科罗拉多州，美国空军学院          |
| 7    | 1987年6月  | 1988年6月  |      | 陆军指挥参谋学院，学員                                                         | 堪萨斯州，萊文沃思堡              |
| 8    | 1988年6月  | 1988年10月 |      | F-16战隼战斗机换代训练，学員                                                   | 亚利桑那州，路克空軍基地          |
| 9    | 1988年10月 | 1989年6月  |      | 第34战术战斗机中队，作战参谋                                                   | 犹他州，希尔空军基地              |
| 10   | 1989年6月  | 1992年7月  |      | 第44战术战斗机中队，中队长                                                     | 犹他州，希尔空军基地              |
| 11   | 1992年7月  | 1993年6月  |      | 国家战争学院，学員                                                             | 华盛顿特区，莱斯利J.麦克奈尔堡    |
| 12   | 1993年6月  | 1995年6月  |      | 联合参谋部，J3（作战處），国防空间作战科，科长                                 | 华盛顿特区                        |
| 13   | 1995年6月  | 1997年4月  |      | 第347作战大队，大队长                                                          | 乔治亚州，穆迪空军基地            |
| 14   | 1997年4月  | 1998年6月  |      | 第8战斗机联队，联队长                                                          | 韩国，群山空军基地                |
| 15   | 1998年6月  | 1999年6月  |      | 宇航条令研究与教育学院，院长                                                   | 阿拉巴马州，麦克斯韦-甘特空军基地 |
| 16   | 1999年6月  | 2001年9月  |      | 美国空军学院，学员队司令，兼第34训练联队，联队长                               | 科罗拉多州，美国空军学院          |
| 17   | 2001年9月  | 2003年4月  |      | 美国驻欧空军，计划项目主任                                                     | 德国，拉姆施泰因空军基地          |
| 18   | 2003年4月  | 2005年6月  |      | 美国空军部，采办助理部长办公室，全球力量项目主任                               | 华盛顿特区                        |
| 19   | 2005年6月  | 2007年7月  |      | 美国战略司令部，情报侦察监视机能司令部，副司令                                 | 华盛顿特区，波林空军基地          |
| 20   | 2007年7月  | 2008年8月  |      | 美国空军教育训练司令部，副司令                                                 | 德克萨斯州，兰多夫空军基地        |
| 21   | 2008年8月  | 2010年12月 |      | 中央情报局，副局长，分管军事支援和军事事务                                     | 华盛顿特区                        |
| 22   | 2010年12月 | 2012年8月  |      | 美国驻欧空军司令、盟军拉姆施泰因空军司令部司令、联合空中力量能力中心主任       | 德国，拉姆施泰因空军基地          |
| 22   | 2012年8    | 2016年7月  |      | 美国空军参谋长                                                                 | 华盛顿特区                        |

## 联合职位
1. 1993年6月—1995年6月，华盛顿特区，联合参谋部，J3——作战处，国防空间作战科，科长
2. 2005年6月—2007年7月，华盛顿特区，波林空军基地，美军战略司令部，情报侦察监视机能司令部，副司令
3. 2008年8月—2010年12月，华盛顿特区，中央情报局，副局长，分管军事支援和军事事务
4. 2010年12月—2012年8月，德国，拉姆施泰因空军基地，美国驻欧空军司令、盟军拉姆斯坦空军司令部司令、联合空中力量能力中心主任

## 飞行信息
等级:特级飞行员

飞行小时: 超过3,400

飞行机型: F-16, A-10, T-37，TG-7A

## 功奖和徽章
| 特级飞行员徽章     |
| 参谋长联席会议徽章 |
| 空军总部徽章       |

| Bronze oak leaf cluster | 国防部杰出服役勋章 2次      |
| Bronze oak leaf cluster | 空军杰出服役勋章 2次        |
| Bronze oak leaf cluster | 国防部优异服役勋章 2次      |
| Bronze oak leaf cluster · Width-44 crimson ribbon with a pair of width-2 white stripes on the edges | 功绩勋章2次                 |
| Bronze oak leaf cluster | 杰出飞行十字勋章 2次        |
| Bronze oak leaf cluster · Bronze oak leaf cluster · Width-44 crimson ribbon with two width-8 white stripes at distance 4 from the edges. | 军功奖章 3次                |
| Bronze oak leaf cluster | 航空奖章 2次                |
| | 航空成就奖章                |
| | 联合服役嘉奖                |
| | 空军嘉奖                    |
| | 联合功绩部队奖章            |
| Bronze oak leaf cluster · Bronze oak leaf cluster · Bronze oak leaf cluster | 空军优秀部队奖章 4次        |
| Bronze oak leaf cluster · Bronze oak leaf cluster · Bronze oak leaf cluster · Bronze oak leaf cluster | 空军优秀组织奖 5次          |
| | 战备奖章                    |
| Bronze star · Bronze star · Width=44 scarlet ribbon with a central width-4 golden yellow stripe, flanked by pairs of width-1 scarlet, white, Old Glory blue, and white stripes | 国防服役奖章 3次            |
| Bronze star · Width-44 ribbon with the following stripes, arranged symmetrically from the edges to the center: width-2 black, width-4 chamois, width-2 Old Glory blue, width-2 white, width-2 Old Glory red, width-6 chamouis, width-3 myrtle green up to a central width-2 black stripe | 西南亚服役奖章 2次          |
| | 韓國防衛獎章                |
| | 空军短期海外服役勋表        |
| Bronze oak leaf cluster | 空军长期海外服役勋表 2次    |
| Silver oak leaf cluster · Bronze oak leaf cluster · Bronze oak leaf cluster · Bronze oak leaf cluster | 空军长期服役勋表 9次        |
| Bronze star | 轻武器特等射手勋表2次       |
| | 空军训练勋表                |
| | 科威特解放奖章 (沙特阿拉伯) |
| | 科威特解放奖章 (科威特)     |

## 晋衔表
| 标志 | 军衔 | 日期           |
| ---- | ---- | -------------- |
|      | 上将 | 2010年12月13日 |
|      | 中将 | 2008年12月9日  |
|      | 少将 | 2003年8月1日   |
|      | 准将 | 2000年8月1日   |
|      | 上校 | 1994年2月1日   |
|      | 中校 | 1989年6月1日   |
|      | 少校 | 1985年5月1日   |
|      | 上尉 | 1980年6月2日   |
|      | 中尉 | 1978年6月2日   |
|      | 少尉 | 1976年6月2日   |